# ملعب ناصر العصيمي
ملعب ناصر العصيمي ، هو ملعب ذو استخدام متعدد يقع في منطقة خيطان في محافظة الفروانية، بدولة الكويت. و هو الملعب الخاص لنادي خيطان الرياضي، ويتسع الملعب لـ 3,000 متفرج.

## روابط خارجية
- معلومات الاستاد